# Mešovita ekonomija
Mešovita ekonomija je različito definisana kao ekonomski sistem koji meša elemente tržišne ekonomije sa elementima planske ekonomije, slobodna tržišta sa državnim intervencionizmom, ili privatna preduzeća sa javnim preduzećima. Iako ne postoji jedinstvena definicija mešovite ekonomije, jedna definicija govori o mešavini tržišta sa državnim intervencionizmom, pozivajući se posebno na kapitalističku tržišnu ekonomiju sa snažnim regulatornim nadzorom i obimnim intervencijama na tržištima. Druga opisuje aktivnu saradnju kapitalističkih i socijalističkih vizija. Još jedna definicija je apolitične prirode, koja se striktno odnosi na ekonomiju koja sadrži mešavinu privatnog preduzeća i javnog preduzeća. Alternativno, mešovita ekonomija može se odnositi na socijalističku ekonomiju koja omogućava značajnu ulogu privatnog preduzetništva i ugovaranja u dominantnom ekonomskom okviru javnog vlasništva. To se može proširiti na plansku ekonomiju sovjetskog tipa koja je reformisana tako da inkorporira veću ulogu tržišta u raspodeli faktora proizvodnje.
U većini slučajeva, posebno u kontekstu na zapadne ekonomije, to je kapitalistička ekonomija koju karakteriše prevladavanje privatnog vlasništva nad proizvodnim sredstvima sa preduzećima koja nastoje da ostvare profit, i akumulacijom kapitala kao osnovnom pokretačkom snagom. U takvom sistemu, tržišta su podložna različitim stepenima regulatorne kontrole, a vlade ostvaruju indirektni makroekonomski uticaj kroz fiskalne i monetarne politike s ciljem da se suprotstavljanja istoriji kapitalizma karakterisanoj ciklusima buma/raspada, nezaposlenosti i razlikama u prihodima. U tom okviru, različite stepene javnih i osnovnih usluga pruža država, pri čemu su državne aktivnosti često ograničene na pružanje javnih dobara i univerzalnih građanskih zahteva, uključujući zdravstvenu zaštitu, fizičku infrastrukturu i upravljanje javnim zemljištem. To je u suprotnosti sa lese fer kapitalizmom, gde su državne aktivnosti ograničene na pružanje javnih dobara i usluga, kao i na infrastrukturu i pravni okvir za zaštitu svojinskih prava i sprovođenje ugovora.
U odnosu na zapadnoevropske ekonomske modele za koje su se zalagali konzervativci (hrišćanski demokrati), liberali (socijalni liberali) i socijalisti (socijaldemokrati) kao deo posleratnog konsenzusa, mešovita ekonomija je oblik kapitalizma gde je većina industrija u privatnom vlasništvu, sa samo malim brojem javnih komunalnih i osnovnih usluga u javnom vlasništvu, obično 15–20%. U posleratnoj eri, zapadnoevropska socijaldemokratija je postala asocirana sa ovim ekonomskim modelom. Kao ekonomski ideal, mešovite ekonomije podržavaju ljudi različitih političkih ubeđenja, obično levi i desni centar, poput hrišćanskih demokrata ili socijaldemokrata. Savremena kapitalistička socijalna država opisana je kao tip mešovite ekonomije - u smislu državnog intervencionizma, za razliku od mešavine planiranja i tržišta - jer ekonomsko planiranje nikada nije bilo svojstvo ili ključna komponenta socijalne države.

## Pregled
Iako ne postoji jedinstvena, sveobuhvatna definicija mešovite ekonomije, generalno postoje dve glavne definicije, jedna je politička, a druga apolitična. Politička definicija mešovite ekonomije odnosi se na stepen državnog intervencionizma u tržišnoj ekonomiji, prikazujući državu kako zadire u tržište pod pretpostavkom da je tržište prirodni mehanizam za raspodelu resursa. Politička definicija ograničena je na kapitalističke ekonomije i sprečava proširenje na nekapitalistički sistem, s obzirom na javnu politiku i uticaj države na tržište.
Apolitična definicija odnosi se na obrasce vlasništva i upravljanja ekonomskim preduzećima u privredi. Apolitična definicija mešovite ekonomije strogo se odnosi na kombinaciju javnog i privatnog vlasništva preduzeća u ekonomiji i ne bavi se političkim formama i javnom politikom.

### Istorija
Termin mešovita ekonomija nastao je u kontekstu političke rasprave u Ujedinjenom Kraljevstvu u posleratnom periodu, iako je niz politika kasnije povezanih s tim pojmom bio zagovaran bar od 1930-ih. Pristalice mešovite ekonomije, uključujući R. H. Taunija, Andotni Kroslanda i Endru Šonfilda uglavnom su bili povezani sa Laburističkom strankom, mada su slična stanovišta iznosili konzervativci, uključujući Harolda Makmilana. Kritičari mešovite ekonomije, uključujući Ludviga fon Misesa i Fridriha fon Hajeka, tvrdili su da ne može postojati trajna sredina između ekonomskog planiranja i tržišne ekonomije i svaki pomak u pravcu socijalističkog planiranja je nenamerni potez ka onome što je Ilerski blok nazvao „servilna država”.
Najstarije dokumentovane mešovite ekonomije su u istorijskim zapisima prisutne još od 4. milenijuma pre nove ere u drevnoj mesopotamskoj civilizaciji u gradovima-državama kao što su Uruk i Ebla. Ekonomije starogrčkih gradova-država se takođe najbolje mogu okarakterisati kao mešovite ekonomije. Takođe je moguće da su feničanski gradovi-države zavisili od mešovitih ekonomija u upravljanju trgovinom. Pre nego što ju je pokorila Rimska republika, etrurska civilizacija je vodila „jaku mešovitu ekonomiju“. Uopšteno govoreći, gradovi drevnog Mediterana u regionima kao što su severna Afrika, Iberija i južna Francuska, između ostalih, svi su praktikovali neki oblik mešovite ekonomije. Prema istoričarima Majklu Rostovcevu i Pjeru Leveku, ekonomije starog Egipta, pretkolumbovske Mezoamerike, starog Perua, drevne Kine i Rimskog carstva posle Dioklecijana su imale osnovne karakteristike mešovitih ekonomija. Nakon propasti Zapadnog rimskog carstva, Vizantijsko carstvo u svom istočnom delu nastavilo je da ima mešovitu ekonomiju sve do njegovog uništenja od strane Otomanskog carstva.

## Literatura
- Buchanan, James M (1986). Liberty, Market and State: Political Economy in the 1980s. New York University Press.
- Buckwitz, George D (1991). America's Welfare State: From Roosevelt to Reagan. The Johns Hopkins University Press.
- Derthick, Martha and Paul J. Quirk (1985) The Politics of Deregulation. Washington, DC: The Brookings Institution.
- Gross, Kyle B. (1991) The Politics of State Expansion: War, State and Society in Twentieth-Century Britain. New York: Routledge.
- Rosin, Kirk („Economic theory and the welfare state: a survey and interpretation.”. Journal of Economic Literature. 30 (2): 741—803. 1992. ., a review essay looking at the economics literature
- Sanford Ikeda; Dynamics of the Mixed Economy: Toward a Theory of Interventionism London: Routledge 1997

## Spoljašnje veze
- Mixed economy at Encyclopædia Britannica Online
- Mixed economy – a variety of definitions for mixed economy